# Sambuca di Sicilia Grecanico
Il Sambuca di Sicilia Grecanico è un vino a DOC che può essere prodotto nel comune di Sambuca di Sicilia in provincia di Agrigento.

## Vitigni con cui è consentito produrlo
- Grecanico minimo 85%,
- altri vitigni a bacca bianca, non aromatici, idonei alla coltivazione per la provincia di Agrigento, fino ad un massimo del 15%.

## Caratteristiche organolettiche
- colore: giallo paglierino piuttosto intenso;
- profumo: delicato, caratteristico;
- sapore: secco, fresco, armonico;

## Produzione
Provincia, stagione, volume in ettolitri